# 桑巴迪
桑巴迪是葡萄牙布拉干萨区的一个堂区。总面积32.19平方公里，总人口605人，人口密度18.8人/平方公里。